# شکهار راوجینی
شکهار راوجینی (به انگلیسی: Shekhar Ravjiani) (زاده ۲۹ نوامبر ۱۹۷۸) خواننده، تنظیم کننده هندی است.
از فیلم‌هایی که وی در آن نقش داشته است می‌توان به نیرجا اشاره کرد.